# Mahiro Maeda
Mahiro Maeda (前田 真宏?, Mahiro Maeda; Tottori, 14 marzo 1963) è un regista, animatore e sceneggiatore giapponese, celebre per le sue produzioni e per aver collaborato con i registi Hayao Miyazaki, Hideaki Anno, Quentin Tarantino e le sorelle Wachowski.

## Biografia

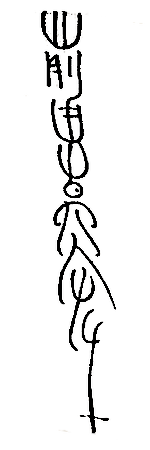
Firma di Maeda

Terminati gli studi artistici entrò nello staff di Hayao Miyazaki dove contribuì, come semplice intecalatore, alla realizzazione del film Nausicaä della Valle del vento. In seguito al successo di questo lungometraggio Miyazaki fonderà lo Studio Ghibli e Maeda lo seguirà lavorando per conto di Miyazaki anche ai film di animazione Laputa - Castello nel cielo e Porco Rosso. Durante la permanenza nello staff, Ghibli partecipa anche alla realizzazione ad un altro film di animazione, Omohide poro poro (in italiano: Pioggia di ricordi), dell'animatore e regista giapponese Isao Takahata.
Alla fine degli anni ottanta collabora con lo studio di animazione giapponese Gainax per la realizzazione della celebre serie anime Neon Genesis Evangelion del regista e animatore Hideaki Anno. In questa occasione il contributo di Maeda è fondamentale per la realizzazione della serie.
Durante gli anni '90 cura il design di diversi lavori per conto di differenti studi: tra i principali si ricordano: la serie manga, Il club della magia!, la serie manga e anime, I cieli di Escaflowne, la serie anime, Last Exile e dell'Original Anime Video, Gate Keepers 21.
Alla fine degli anni novanta viene ingaggiato dallo studio di animazione giapponese, Gonzo realizzando i suoi primi lavori in qualità di autore: nel 1998, la serie manga,  Blue submarine no. 6 ; tra il 2001 e il 2002 dà alla luce la serie anime, Final Fantasy: Unlimited, ispirata alla celebre saga videogame.
Nel 2003, in virtù dei suoi successi in patria, viene chiamato dalle sorelle Wachowski a dirigere due episodi della serie di cortometraggi animati Animatrix. I due episodi sono in realtà un'unica storia divisa in due parti dal titolo Il secondo Rinascimento, direttamente scritta dalle sorelle Wachowski. Nello stesso anno viene chiamato anche dal regista statunitense Quentin Tarantino per realizzare la parte anime contenuta nel film Kill Bill: Volume 1, che narra le origini del personaggio di O-Ren Ishii.
Nel 2004 realizza la serie anime Gankutsuou - Il conte di Montecristo ottenendo diversi riconoscimenti internazionali grazie all'utilizzo di uno stile innovativo. In Nord America ha ottenuto anche un premio come miglior prodotto dell'anno.

## Opere
- 1981 - Daicon III e Daicon IV Opening Animation (speciali): Animatore
- 1984 - Birth (OAV): Animatore
- 1984 - Nausicaä della Valle del vento (film): Intercalatore
- 1986 - Laputa - Castello nel cielo (film): Animatore
- 1987 - Battle Royal High School (OAV): Animatore
- 1988 - Punta al Top! GunBuster (OAV): Mecha design, Animatore, Illustratore
- 1991 - Doomed Megalopolis (OAV): Designer - La Megalopoli Condannata
- 1991 - Omohide poro poro (film): Animatore - Pioggia di ricordi
- 1992 - Giant Robot: Il giorno in cui la Terra si fermò (OAV): Animatore
- 1992 - Porco Rosso (film): Animatore
- 1993 - Super Dimension Century Orguss 02 (OAV) - La Super Dimensione Orguss 02 del Secolo
- 1994 - Junkers Come Here (film): Character Design - Stanno arrivando i Tossici
- 1995 - Gunsmith Cats (OAV): Animatore - I Gatti Armaioli
- 1996 - Il club della magia! (OAV): Mecha design (Gonzo), Direttore CG (Gonzo)
- 1996 - I cieli di Escaflowne (TV): Mecha design
- 1997 - Neon Genesis Evangelion: The End of Evangelion (film): Designer - La Fine di Evangelion
- 1998 - Blue submarine no. 6 (OAV): Regista, Storyboard, Mecha design - Sottomarino Blus
- 2000 - Vandread (TV)
- 2001 - Vandread: The Second Stage (TV)
- 2001 - Final Fantasy: Unlimited (TV): Regista
- 2002 - Gate Keepers 21 (OAV): Designer
- 2003 - Last Exile (TV): Production Design
- 2003 - Animatrix (episodi Il secondo Rinascimento: Parte I e Il secondo Rinascimento: Parte II): Regista, Designer, Capo Animatore
- 2004 - Gankutsuou-Il conte di Montecristo (TV): Regista, Character Designer
- 2004 - Kill Bill: Volume 1 Capitolo 3: Le origini di O-Ren (film): Animatore
- 2004 - Samurai Champloo (TV): Mecha design
- 2004 - Blood Will Tell (videogioco): Creature Design/Opening Movie Storyboards - Lo Dirà l Sangue
- 2005 - Nayorani (film): Regista
- 2006 - Origin: Spirits of the Past (film): Mecha design - Origin: Gli Spiriti del Passato
- 2010 - Mardock Scramble (TV): Designer delle armi
- 2012 - Evangelion: 3.0 You Can (Not) Redo (film): Regista (insieme a Hideaki Anno, Masayuki e Kazuya Tsurumaki)
- 2023 - Shin Kamen Rider (film): Design dei costumi, locandina
- 2024 - Kaiju No.8 (TV): Kaiju design (Khara)
- 2025 - Mobile Suit Gundam GQuuuuuuX (TV): Storyboard